# Longyuan (köping i Kina, Henan)
Longyuan (kinesiska: 龙源, 龙源镇) är en köping i Kina. Den ligger i provinsen Henan, i den centrala delen av landet, omkring 45 kilometer nordväst om provinshuvudstaden Zhengzhou. Antalet invånare är 81 817. Befolkningen består av 40 274 kvinnor och 41 543 män. Barn under 15 år utgör 18,0 %, vuxna 15-64 år 75 %, och äldre över 65 år 5,0 %.
Genomsnittlig årsnederbörd är 638 millimeter. Den regnigaste månaden är juli, med i genomsnitt 164 mm nederbörd, och den torraste är december, med 4 mm nederbörd.